# 保罗·科尔霍夫
保罗·科尔霍夫（德語：Paul Kohlhoff，1995年6月26日—），德国男子帆船运动员。他曾代表德国参加2016年和2020年夏季奥林匹克运动会帆船比赛，其中2020年奥运会获得一枚铜牌。